# Terza Categoria 1908
I campionati di Terza Categoria della stagione 1907-1908 furono la quarta edizione del campionato di calcio di tale categoria. Il campionato non aveva limiti di età.
Le società affiliate erano inserite nei propri campionati regionali, ed erano ripartite con evidenti criteri di viciniorità per evitare eccessive spese di trasporto.
I campionati erano organizzati direttamente dai consiglieri federali per la propria regione di residenza. Questi stessi consiglieri, a partire da questa stagione sportiva, furono anche delegati alla distribuzione e alla validazione delle tessere annuali dei calciatori, appena istituite per evitare il malcostume di non pagare le rate di iscrizione ai club.

## Gironi

### Piemonte

#### Girone 1

##### Squadre partecipanti
| Club                | Città       | Stadio |
| ------------------- | ----------- | ------ |
| Juventus F.B.C. III | Torino (TO) |        |
| Piemonte F.B.C. II  | Torino (TO) |        |
| Pulvis et Sol       | Chieri (TO) |        |

##### Semifinali
|              | Risultati |             | Luogo e data          |  |
| ------------ | --------- | ----------- | --------------------- |  |
| Juventus III | 0-1       | Piemonte II | Torino, 29 marzo 1908 |  |
|              |           |             |                       |  |

Nota: la Pulvis et Sol è esentata dalle semifinali.

##### Finale
|               | Risultati |             | Luogo e data       |  |
| ------------- | --------- | ----------- | ------------------ |  |
| Pulvis et Sol | 2-3       | Piemonte II | ???, 3 maggio 1908 |  |
|               |           |             |                    |  |

#### Girone 2

##### Squadre partecipanti
| Club            | Città         | Stadio |
| --------------- | ------------- | ------ |
| Astense F.C.    | Asti (AL)     |        |
| Pro Vercelli II | Vercelli (NO) |        |

##### Finale
|                 | Risultati |            | Luogo e data       |  |
| --------------- | --------- | ---------- | ------------------ |  |
| Pro Vercelli II | 2-0       | Astense FC | ???, 22 marzo 1908 |  |
|                 |           |            |                    |  |

#### Finale
|                 | Risultati |             | Luogo e data             |  |
| --------------- | --------- | ----------- | ------------------------ |  |
| Pro Vercelli II | 2-0       | Piemonte II | Vercelli, 10 maggio 1908 |  |
|                 |           |             |                          |  |

La seconda squadra della Pro Vercelli è campione piemontese di Terza Categoria 1908.

### Lombardia

#### Girone 1

##### Squadre partecipanti
| Club              | Città  | Stadio |
| ----------------- | ------ | ------ |
| Ausonia F.C. II   | Milano |        |
| F.B.C. Libertas   | Milano |        |
| U.S. Milanese III | Milano |        |
| F.B.C. Minerva    | Milano |        |
| F.B.C. Unitas     | Milano |        |

##### Primo turno
|              | Risultati |            | Luogo e data          |  |
| ------------ | --------- | ---------- | --------------------- |  |
| Milanese III | 2-1       | Minerva    | Milano, 1º marzo 1908 |  |
| Libertas     | 5-0       | Ausonia II | Milano, 1º marzo 1908 |  |
|              |           |            |                       |  |

##### Secondo turno
|              | Risultati |        | Luogo e data         |  |
| ------------ | --------- | ------ | -------------------- |  |
| Milanese III | 5-2       | Unitas | Milano, 8 marzo 1908 |  |
|              |           |        |                      |  |

##### Finale
|                 | Risultati |          | Luogo e data          |  |
| --------------- | --------- | -------- | --------------------- |  |
| US Milanese III | 1-5       | Libertas | Milano, 15 marzo 1908 |  |
|                 |           |          |                       |  |

#### Girone 2

##### Squadre partecipanti
| Club               | Città          | Stadio                     |
| ------------------ | -------------- | -------------------------- |
| F.B.C. Bergamo     | Bergamo (BG)   | Ippodromo della Clementina |
| Collegio Facchetti | Treviglio (BG) |                            |

##### Finale
|                    | Risultati |                    | Luogo e data             |  |
| ------------------ | --------- | ------------------ | ------------------------ |  |
| Bergamo            | 1-0       | Collegio Facchetti | Bergamo, 15 marzo 1908   |  |
| Collegio Facchetti | 1-0       | Bergamo            | Treviglio, 22 marzo 1908 |  |
|                    |           |                    |                          |  |

Spareggio
|                    | Risultati |         | Luogo e data       |  |
| ------------------ | --------- | ------- | ------------------ |  |
| Collegio Facchetti | 3-4       | Bergamo | ???, 29 marzo 1908 |  |
|                    |           |         |                    |  |

#### Finale
|         | Risultati |          | Luogo e data        |  |
| ------- | --------- | -------- | ------------------- |  |
| Bergamo | 1-1       | Libertas | ???, 12 aprile 1908 |  |
|         |           |          |                     |  |

Ripetizione
|          | Risultati |         | Luogo e data        |  |
| -------- | --------- | ------- | ------------------- |  |
| Libertas | 1 - 0     | Bergamo | ???, 19 giugno 1908 |  |
|          |           |         |                     |  |

Libertas campione lombardo di Terza Categoria 1907-1908.

### Veneto

#### Squadre partecipanti
| Club           | Città   | Stadio |
| -------------- | ------- | ------ |
| C.G.S. Padova  | Padova  |        |
| Venezia F.B.C. | Venezia |        |
| A.C. Vicenza   | Vicenza |        |

#### Classifica
Fonte:
|  | Pos. | Squadra | Pt | G | V | N | P | GF | GS | DR  |
|  | ---- | ------- | -- | - | - | - | - | -- | -- | --- |
|  | 1.   | Vicenza | 8  | 4 | 4 | 0 | 0 | 14 | 2  | +12 |
|  | 2.   | Venezia | 2  | 4 | 1 | 0 | 3 | 5  | 9  | -4  |
|  | 2.   | Padova  | 2  | 4 | 1 | 0 | 3 | 3  | 11 | -8  |

Legenda:
      Campione veneto di Terza Categoria.
Note:

Due punti a vittoria, uno a pareggio, zero a sconfitta.

#### Calendario
Fonte:
| Andata (1ª) | Andata (1ª)     | Prima giornata | Ritorno (4ª) | Ritorno (4ª) |
|             |                 |                |              |              |
| 15 mar.     | 1-2             | Padova-Vicenza | 0-5          | 5 apr.       |
| 15 mar.     | Riposa: Venezia |                |              | 5 apr.       |

| Andata (2ª) | Andata (2ª)     | Seconda giornata | Ritorno (5ª) | Ritorno (5ª) |
|             |                 |                  |              |              |
| 22 mar.     | 4-1             | Venezia-Padova   | 0-1          | 19 apr.      |
| 22 mar.     | Riposa: Vicenza |                  |              | 19 apr.      |

| Andata (3ª) | Andata (3ª)    | Terza giornata  | Ritorno (6ª) | Ritorno (6ª) |
|             |                |                 |              |              |
| 29 mar.     | 5-0            | Vicenza-Venezia | 2-1          | 12 apr.      |
| 29 mar.     | Riposa: Padova |                 |              | 12 apr.      |

### Liguria

#### Squadre partecipanti
| Club                  | Città       | Stadio |
| --------------------- | ----------- | ------ |
| S.G. Andrea Doria III | Genova (GE) |        |

Essendo l'Andrea Doria l'unica iscritta, il campionato non si disputò.

### Toscana

#### Squadre partecipanti
| Club          | Città   | Stadio |
| ------------- | ------- | ------ |
| Florence F.C. | Firenze |        |
| Itala F.C.    | Firenze |        |

#### Calendario
|          | Risultati |          | Luogo e data                                 |  |
| -------- | --------- | -------- | -------------------------------------------- |  |
| Florence | n.d.      | Itala    | Firenze (Prato del Quercione), 1º marzo 1908 |  |
| Florence | 1-1       | Itala    | Firenze (Prato del Quercione), 15 marzo 1908 |  |
| Itala    | 1-0       | Florence | Firenze (Prato del Quercione), 22 marzo 1908 |  |
|          |           |          |                                              |  |

Itala campione toscano di Terza Categoria 1907-1908.

### Campania

#### Squadre partecipanti
| Club          | Città  | Stadio |
| ------------- | ------ | ------ |
| S.C. Audace   | Napoli |        |
| Naples F.B.C. | Napoli |        |
| S.S. Napoli   | Napoli |        |
| Open Air      | Napoli |        |

#### Calendario
Di seguito è riportato il calendario iniziale del torneo:
- 15 marzo: Naples-Audace.
- 22 marzo: Napoli-Naples.
- 29 marzo: Audace-Napoli.
- 5 aprile: Napoli-Naples
- 12 aprile: Naples-Napoli
- 19 aprile: Napoli-Audace

Tuttavia, a causa dell'iscrizione tardiva dell'Open Air, il calendario fu modificato:
- 19 marzo 1908: Napoli-Open Air 5-1.[21]
- 22 marzo 1908: Napoli-Naples 1-1.[22]
- 25 marzo 1908: Audace-Napoli sospesa e annullata.
- 29 marzo 1908: Naples-Open Air annullata.

Il Fontanelli riporta invece il seguente calendario:
- 29 marzo 1908: Open Air-Naples.
- 5 aprile 1908:
  - Audace-Naples.
  - Open Air-Naples 1-5.
- 12 aprile 1908:
  - Naples-Napoli.
  - Audace-Open Air.
- 19 aprile 1908: Audace-Napoli.
- 20 aprile 1908: Naples-Open Air.
- 26 aprile 1908: Open Air-Audace.

Tuttavia, quando il torneo era ancora in corso, il 25 marzo, durante la partita Napoli-Audace, il capitano del Napoli Matacena fu espulso per proteste dall'arbitro Bayon, ma si rifiutò di uscire dal campo, costringendo l'arbitro a sospendere la partita. Un'ampia relazione fu spedita alla FIF che decise di sospendere momentaneamente il campionato di Terza Categoria Campano. Alla fine la FIF annullò le partite disputate in precedenza e stabilì un nuovo calendario, con semifinali e finale.

##### Semifinali
|        | Risultati |          | Luogo e data           |  |
| ------ | --------- | -------- | ---------------------- |  |
| Naples | 15-0      | Open Air | Napoli, 12 aprile 1908 |  |
| Napoli | 9-0       | Audace   | Napoli, 26 aprile 1908 |  |
|        |           |          |                        |  |

##### Finale
|        | Risultati |        | Luogo e data          |  |
| ------ | --------- | ------ | --------------------- |  |
| Naples | 1-1       | Napoli | Napoli, 3 maggio 1908 |  |
|        |           |        |                       |  |

Ripetizione
|        | Risultati |        | Luogo e data           |  |
| ------ | --------- | ------ | ---------------------- |  |
| Naples | 2-1       | Napoli | Napoli, 24 maggio 1908 |  |
|        |           |        |                        |  |

Naples campione campano di Terza Categoria 1907-1908.